# Platyarachne argentina
Platyarachne argentina là một loài nhện trong họ Thomisidae.
Loài này thuộc chi Platyarachne. Platyarachne argentina được Cândido Firmino de Mello-Leitão miêu tả năm 1944.